# Oliver Twist

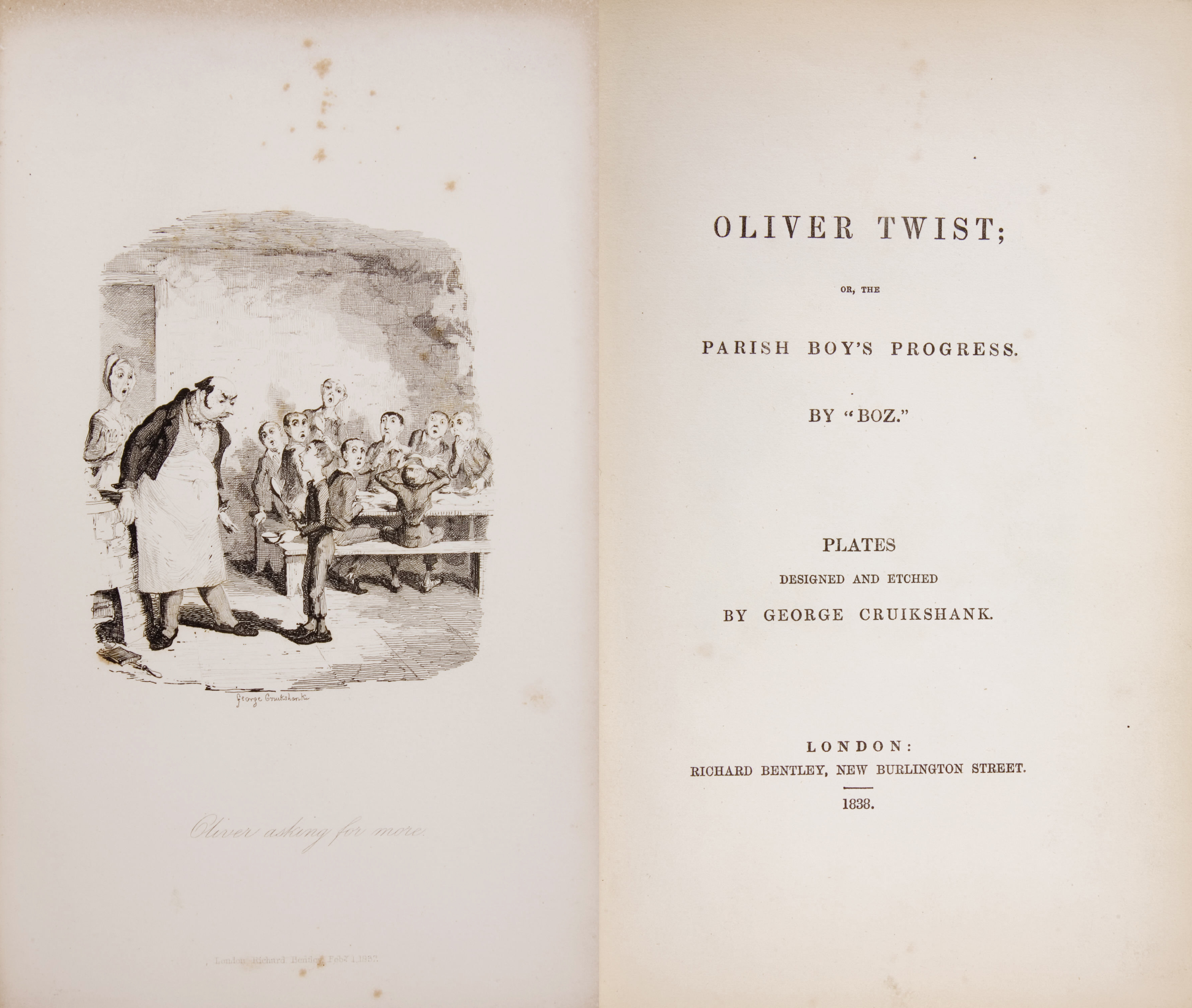
Erstausgabe von 1838

Oliver Twist ist ein Gesellschaftsroman von Charles Dickens, der unter dem vollständigen Titel Oliver Twist; or, The Parish Boy’s Progress („Oliver Twist oder der Weg des Fürsorgezöglings“) von Februar 1837 bis April 1839 in Fortsetzungen in der Zeitschrift Bentley’s Miscellany erschien. Oliver Twist ist Dickens’ zweiter Roman. Er wurde mehrfach für Theater, Kino, Fernsehen und Comic adaptiert.

## Handlung

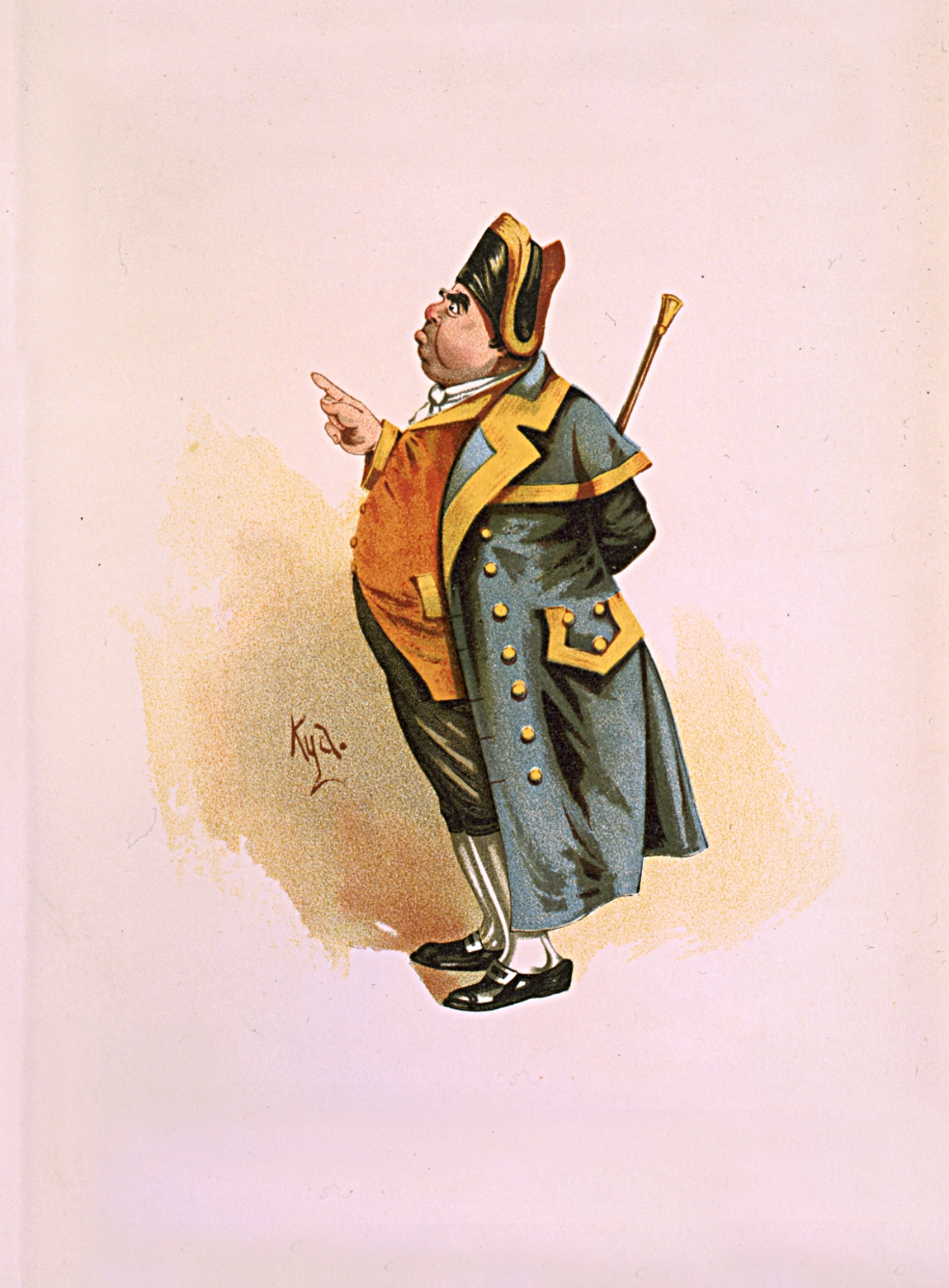
Mr. Bumble, Illustration von Kyd (Joseph Clayton Clarke)

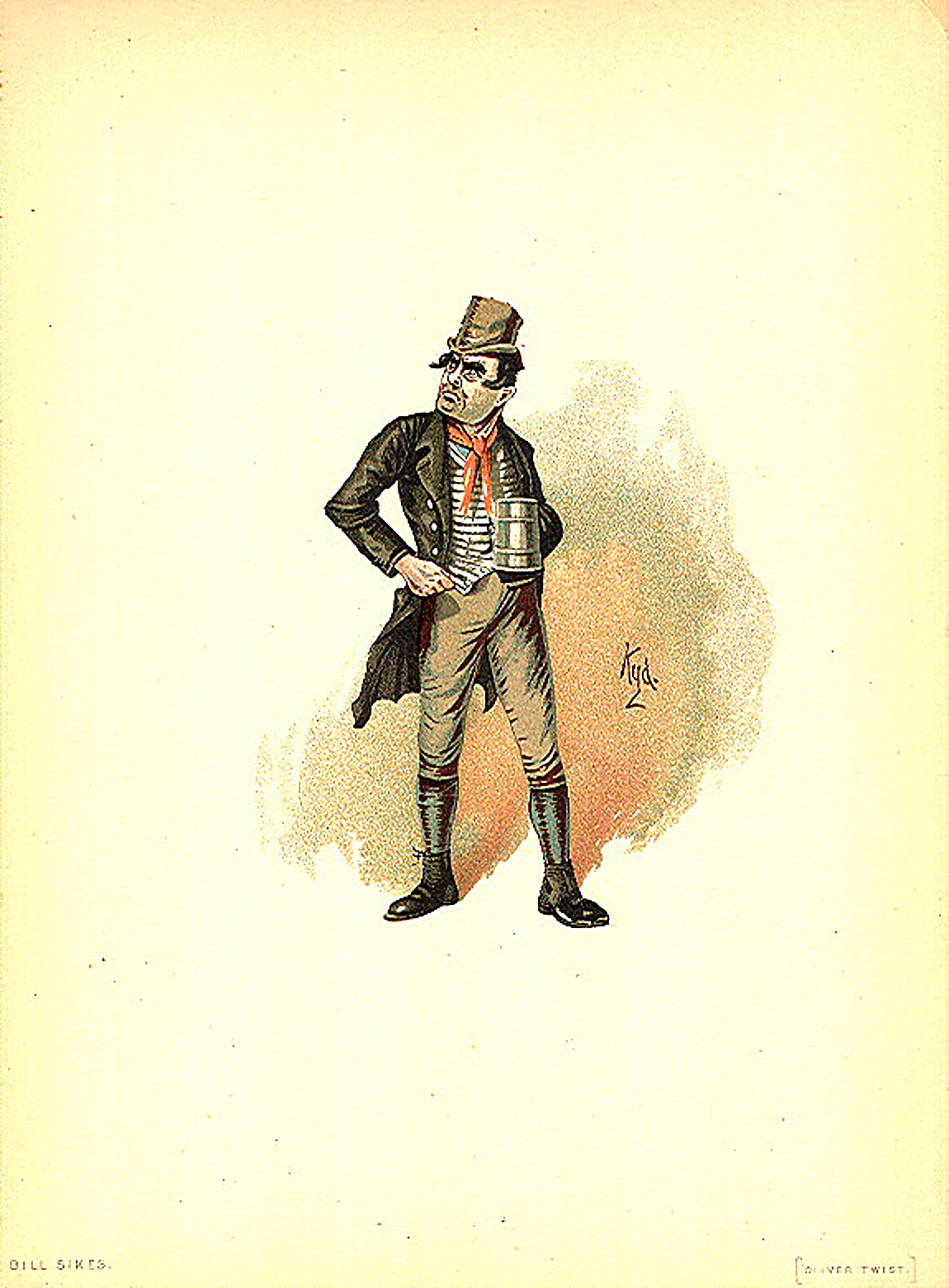
Bill Sikes, Illustration von Kyd (Joseph Clayton Clarke)

Der Roman erzählt die Geschichte des Findelkindes und Waisenjungen Oliver Twist, der im Armenhaus einer englischen Kleinstadt aufwächst, ohne etwas über seine Herkunft zu wissen. Durch die katastrophalen Zustände im Armenhaus gezwungen, bittet er um einen Nachschlag beim Essen, was große Empörung auslöst und woraufhin er eine Woche lang in den Kohlenkeller gesperrt wird. Außerdem wird ausgeschrieben, dass die Gemeinde denjenigen entlohne, der sich seiner annehmen würde. Dies führt ihn zum ansässigen Sarg-Tischler namens Mr. Sowerberry, der einer ehrlichen Arbeit nachgeht und den Jungen allmählich auf seine Art liebgewinnt. Der Nebenlehrling Noah Claypole beleidigt Olivers tote Mutter, weshalb Oliver sich mit ihm prügelt und dafür mit Schlägen bestraft wird. Er flieht anschließend zu Fuß nach London. Oliver braucht sieben Tage, bis er dort ganz erschöpft ankommt.

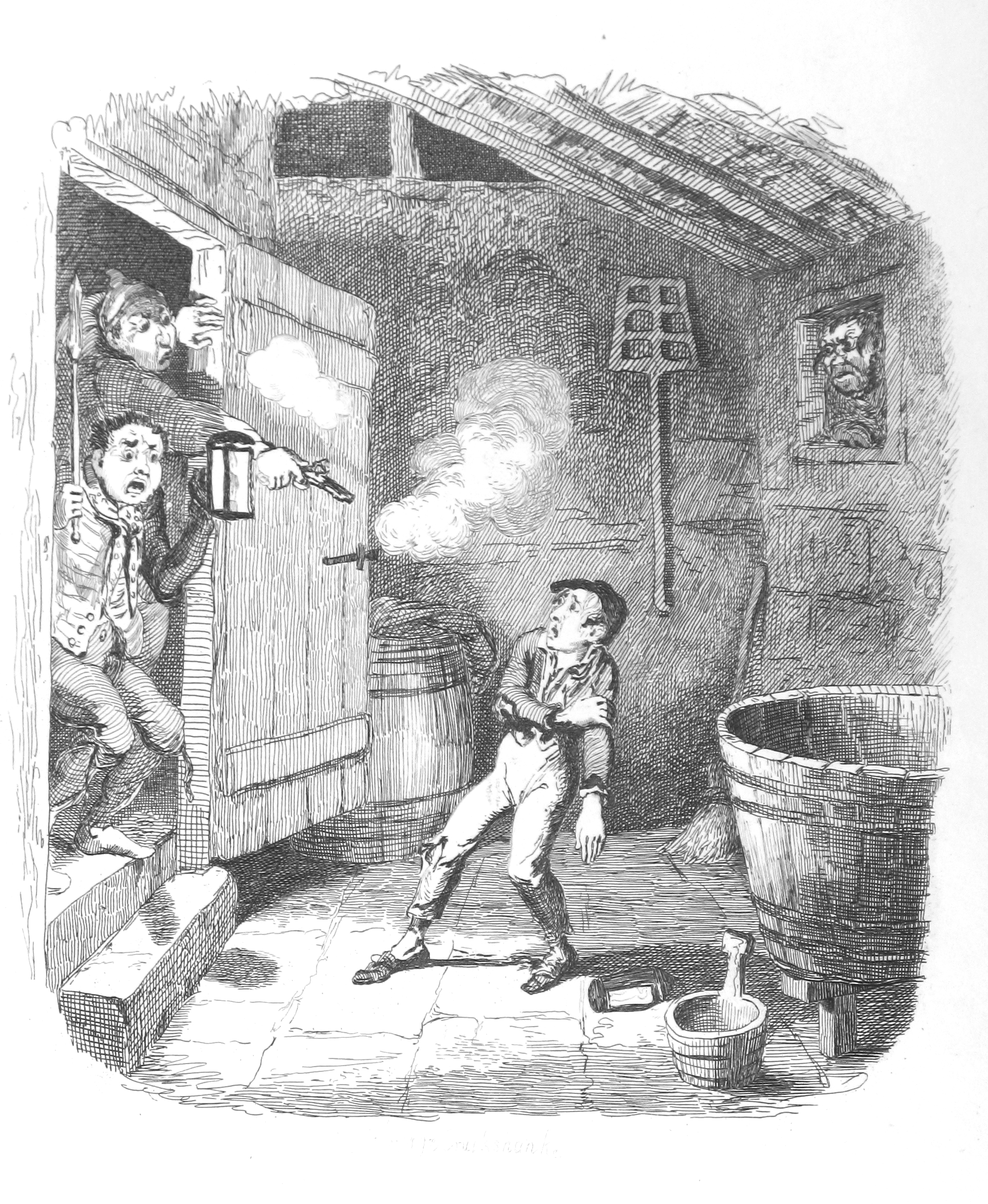
Oliver Twist wird bei einem Einbruch verletzt

In London gerät er in die Fänge des jüdischen Hehlers Fagin (Boss der Diebe), der ihn vor dem sicheren Tod auf der Straße bewahrt, indem er ihn verköstigt. Seine Schützlinge bilden eine Diebesbande, die hauptsächlich aus Straßenjungen besteht. Fagin macht auch Oliver mit dem Diebeshandwerk vertraut.

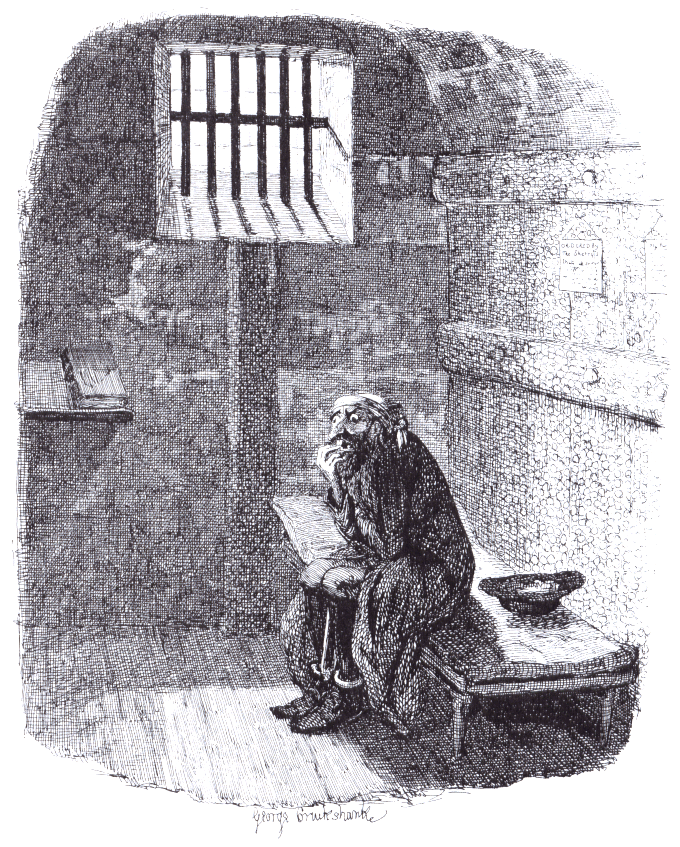
Der Hehler Fagin, Kupferstich-Illustration George Cruikshanks in der Originalausgabe von 1837

Der äußerst brutale Eigenbrötler Bill Sikes und die ihm nahestehende Diebesgesellin Nancy, die auf eine eigenartige Weise mit Sikes verbunden ist, treten ebenfalls zu dieser Zeit in Olivers Leben. In solcher Gesellschaft lebend und lernend, wird Oliver eines Tages auf eine Diebestour mitgenommen, die entscheidende Folgen für ihn hat. Nachdem das Opfer Mr. Brownlow bemerkt, dass er bestohlen wurde, wird Oliver fälschlicherweise für den Dieb gehalten. Während des Verhörs auf der Polizeiwache wird Oliver in einem fiebrigen Anfall ohnmächtig und schließlich durch einen Zeugen entlastet, ganz zum Wohlgefallen des mitleidigen Mr. Brownlow, welcher den Jungen unter seine Fittiche nimmt und ihn gesundpflegen lässt.
Oliver erlebt dankbar das erste Mal in seinem Leben die Güte und Liebe einer mütterlichen Sorge durch Mr. Brownlows Haushälterin Mrs. Bedwin, welche sich aufopfernd um ihn kümmert. Die gute Zeit ist jedoch nur von kurzer Dauer und endet, als Mr. Brownlow Oliver auf eine Besorgung losschickt, welche er so schnell wie möglich zu erledigen hat. Nancy und Sikes fangen den Jungen ab und zwingen ihn, zu Fagin und seiner Diebesbande zurückzukehren. Mr. Brownlow bleibt gekränkt im Glauben zurück, Oliver hätte sich mit dem mitgegebenen Geld (fünf Pfund) für die Besorgungen aus dem Staub gemacht.
Fagin versucht anschließend, Oliver zum Dieb zu schulen. Über eine sehr lange Zeit fristet Oliver sein Dasein in der Diebeshütte, ohne je eine Gelegenheit zur Flucht zu haben. Schließlich wird er für einen Einbruch im Hause der Maylies eingeplant. Fagin übergibt Oliver zu diesem Zwecke Sikes, welcher ihn für den Einbruch verwenden soll. Der Einbruch misslingt jedoch. Beim Versuch, über ein kleines Fenster ins Haus einzudringen, wird Oliver angeschossen. Sikes und sein Gehilfe schleppen den bewusstlosen Jungen auf ihrer Flucht mit, können ihn aber bald nicht mehr tragen und lassen ihn in einem Graben zurück.
Oliver kann sich am nächsten Morgen an die Tür des Anwesens schleppen, wo er zusammenbricht und von den Bewohnern des Hauses wiederum gesundgepflegt wird. Hierbei lernt er die Maylies kennen, die ihn genauso gütig und aufopfernd annehmen wie ehemals Mr. Brownlow. Oliver verlebt in dem Hause die schönste Zeit seines Lebens und ist jederzeit aufmerksam für dessen Bewohner zur Stelle. Als er mit dem Arzt der Familie zu Mr. Brownlows Haus fährt, um seine erlebte Geschichte zu beweisen und um den schlechten Ruf, den er bei Mr. Brownlow hat, endlich zu beseitigen, findet er das Haus leer und zum Verkauf vor.
Die Liebe, die er im Hause Maylie erfährt, hält allerdings an. Währenddessen versucht Fagin zusammen mit Monks – zu diesem Zeitpunkt eine düstere undurchsichtige Gestalt – fieberhaft herauszufinden, wo Oliver sich aufhält. Als es ihnen nach einiger Zeit gelingt, schmieden sie einen Plan, wie sie Oliver aus dem Weg räumen können, ohne selbst damit in Verbindung zu kommen. Nancy erfährt jedoch von diesem finsteren Plan und bringt sich in Lebensgefahr, als sie Rose Maylie aufsucht und vor dem warnen will, was Oliver zustoßen soll. Nancy ist jedoch nur bereit, das Nötigste hinsichtlich Sikes, Fagin und Monks zu offenbaren, nämlich nur den Ort, wo Letzterer zu finden ist und wie er aussieht. Sie will keine polizeiliche Verfolgung der drei, denn sie fühlt sich dem – ihr inzwischen verhassten – kriminellen Milieu hoffnungslos existentiell verbunden. Sie will nicht jene verraten, die ihr getraut hatten und denen auch sie hatte vertrauen können.
Oliver sieht Mr. Brownlow zufällig wieder, als dieser in der Nähe der Maylies einzieht. Daraufhin schmieden die Maylies mit Mr. Brownlow einen Plan, wie sie Oliver schützen können. Sie werden Monks’ habhaft, der – was Oliver zu diesem Zeitpunkt nicht weiß – sein Halbbruder ist und sich zum Lebensziel gesetzt hat, aus Hass dessen Leben zur Hölle zu machen und ihm weiterhin das Erbe seines Vaters vorzuenthalten.

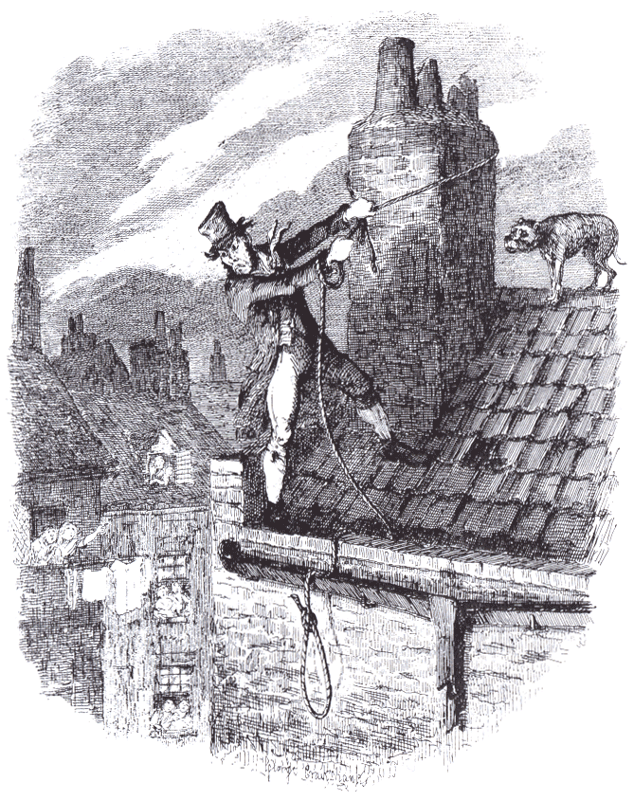
Sikes’ letzter Fluchtversuch, Kupferstich-Illustration George Cruikshanks in der Originalausgabe von 1837

Als Fagin erfährt, dass Nancy die Bande hintergangen hat, lässt er dies Sikes geschickt erfahren, im Bewusstsein, dass dieser Nancy umbringen wird, wobei er noch rät, vorsichtig zu sein. In einer blutigen Raserei erschlägt Sikes seine Gefährtin Nancy, erleidet jedoch kurze Zeit später einen seelischen Schock. Zwar kann er anfangs noch flüchten, wird jedoch in London anschließend gestellt und stranguliert sich auf der Flucht versehentlich selbst. Fagin erwartet schließlich das gleiche Schicksal am Galgen durch das geschickte Aufdecken der ganzen Umstände und Diebereien durch Mr. Brownlow.
Dieser begreift im Laufe der Geschichte, dass ihm der Zufall niemand Geringeren als den unbekannten Sohn seines Freundes Edwin Leeford in seine Arme getrieben hat, der verloren geglaubt war. Dies erkennt er allein aufgrund Olivers Ähnlichkeit zum Porträt von dessen Mutter Agnes Fleming, das Edwin Leeford Brownlow überreicht hatte und nun in dessen Haus hängt.
Später erfährt der Leser, dass Edwin Leeford, Olivers und Monks’ Vater, mit Monks’ Mutter unglücklich verheiratet war. Als einer seiner reichsten Verwandten starb und ihm viel Geld hinterließ, brach Edwin Leeford sofort auf, um nach Rom zu reisen, wo dieser Verwandte aus gesundheitlichen Gründen lebte. Dort angekommen, wurde Edwin Leeford von einer tödlichen Krankheit befallen. Vor der Abreise besuchte Edwin Leeford jedoch seinen alten Jugendfreund noch einmal, hinterließ ihm bei dieser Gelegenheit das Bild von Agnes Fleming, der Mutter Olivers, die er ungern zurückließ, doch wegen der Eile, die seine Reise erforderte, nicht mitnehmen konnte. Er wollte mit einem Teil des geerbten Geldes seine Gattin sowie Monks abfinden und dann zusammen mit Agnes Fleming England verlassen. Nachdem Mr. Brownlow anzunehmen begonnen hatte, dass Edwin Leeford gestorben war, versuchte er, Agnes Fleming ausfindig zu machen, da er sich im Falle des Todes Edwin Leefords um das uneheliche Kind kümmern wollte.
Außerdem zeigt sich zum Schluss, dass der Großvater Olivers mütterlicherseits, Mr. Fleming, zwei Töchter hatte: Agnes und Rose. Bei Rose handelt es sich um keine Geringere als die hübsche junge Frau, die von Mrs. Maylie großgezogen wurde.
Monks wird unter der Bedingung, dass er Olivers Abstammung beglaubigt und ihn nie wieder belästigt, freigelassen. Fern von England stirbt Monks schließlich, da er sich wieder einer Diebesbande anschließt und gefangen genommen wird. Schließlich wird Oliver von Mr. Brownlow sowie dessen Haushälterin Mrs. Bedwin adoptiert und lebt dort weiter.

## Literarische Kritik
Der Roman war ein großer Erfolg. Vor allem durch seine zum Teil drastische Schilderung von Kinderarbeit, Verbrechen und Pauperismus zur Zeit der Frühindustrialisierung – die in scharfem Kontrast zur gemütlich-heiteren Stimmungslage von Dickens’ erstem Roman Die Pickwickier stand – erregte er erhebliches Aufsehen. Im Gegensatz zu diesem großen sozialen Realismus des Buchs steht die durch die Kritik vermerkte unglaubwürdige Charakterzeichnung, namentlich der Hauptfigur. Kindlers Literaturlexikon moniert etwa:

„Der junge Held wirkt unerträglich edel und, obwohl jede Voraussetzung dafür fehlt, wohlerzogen und bürgerlich: ein Held nach den gängigen Klischees.“

Georg Seehase, Professor für englische Literatur, sah den Wert des Buches in der „vorgebrachten Kritik an sozialem Unrecht“. Er bezeichnete Oliver Twist als „ersten eigentlichen sozialen Roman Englands“, mit dem Dickens außerdem die Tradition des realistischen Romans fortsetzte. Durch die Perspektivgestaltung und die stete positive Zeichnung der Titelfigur endet die Handlung seines Erachtens aber auf der „Ebene der Utopie“. Zudem kritisierte Seehase, dass Dickens’ Humanismus keine Lösung für die dargestellten gesellschaftlichen Probleme bietet.

## Kritik an antisemitischen Stereotypen
Die antisemitischen Stereotypen, mit denen Dickens die Figur des Fagin zeichnet, sind bis heute Gegenstand der Diskussion. Die Romanfigur Fagin bedient dabei beinahe alle gängigen antisemitischen Vorurteile. Der Verbrecher wird dabei an mehr als 250 Textstellen nicht mit dem Namen benannt, sondern nur als „der Jude“ bezeichnet. Auch alle anderen Juden, welche in dem Roman Oliver Twist vorkommen, werden als extrem bösartig und hässlich beschrieben. Sie wurden in späteren Auflagen des Buchs von Dickens selbst etwas abgemildert, bei den zahlreichen Bearbeitungen, die der Stoff erlebt (hatte), sind sie häufig gänzlich eliminiert.
Dickens äußerte sich selbst in späteren Jahren mehrmals zum Vorwurf des Antisemitismus. Er selbst verfügte über umfassende Kenntnisse des Londoner Straßenlebens und der Ausbeutung von Kindern und versuchte in einem Brief an eine jüdische Frau, die gegen die stereotype Darstellung von Fagin protestiert hatte, das Problem auf ein Problem historischer Wahrhaftigkeit zu reduzieren. Er schrieb: „Leider stimmte es zu der Zeit, auf die sich die Geschichte bezieht, dass diese Art von Verbrecher fast immer ein Jude war.“

## Ausgaben
- Oliver Twist; or, The Parish Boy’s Progress. By "Boz." Plates designed and etched by George Cruikshank. In: Three Volumes. London: Richard Bentley, New Burlington Street. 1838. - die Erstausgabe
- Oliver Twist, The Parish Boy’s Progress. By Boz. Paris, A. and W. Galignani and C. 1839 - frühe englische Ausgabe in Paris
- Oliver Twist; or, The Parish Boy’s Progress. Paris, European Library 1839 (Collection of Ancient and Modern British Authors CCXXIC) - frühe englische Ausgabe in Paris
- Oliver Twist; or, The Parish Boy’s Progress. Leipzig, Frederick Fleischer 1839 (The complete works of Charles Dickens 3) - frühe englische Ausgabe in Deutschland

Deutsche Übersetzungen
- Oliver Twist. Von Boz (Dickens). Aus dem Englischen von H. Roberts. Mit Federzeichnungen nach Cruikshank. 3 Theile. Leipzig, J. J. Weber. 1838/39 - die erste deutsche Ausgabe, es sei denn, die nachstehend verzeichnete Ausgabe sei parallel dazu erschienen
- Boz: Oliver Twist oder die Laufbahn eines Waisenknaben. Aus dem Englischen von Dr. A. Diezmann. In drei Theilen. Mit einer Federzeichnung nach Phiz. Braunschweig, Westermann 1838/1839.
- Oliver Twist. Von Boz (Dickens). Aus dem Englischen von H. Roberts. Mit Federzeichnungen nach Cruikshank. 3 Theile. Leipzig, J. J. Weber. 1839 (Boz: Sämtliche Werke siebenter, achter und neunter Teil) - das ist wohl die dritte deutsche Ausgabe
- Oliver Twist. Roman. Übers. von Gustav Meyrink. [1914]. Berlin 2011.  Insel Taschenbuch 4077, ISBN 978-3-458-35777-3.
- Oliver Twist, oder: Der Werdegang eines Jungen aus dem Armenhaus. Nachwort und Übers. von  Axel Monte. Stuttgart: Reclam, ISBN 978-3-15-010713-3.
- Oliver Twist. Übers. von  C. Kolb und A. Ritthaler. Mit 24 Ill. von G. Cruikshank. Mit Nachwort u. Zeittafel von Uwe Böker. 11. Auflage. 2006. Verlag Artemis, Winkler, ISBN 978-3-538-05357-1.
- Oliver Twist. 2012, Anaconda Verlag, Köln, ISBN 978-3-86647-773-5, Übers. von Gustav Meyrink
- Oliver Twist - Illustrierte Ausgabe. Mit 24 Original Zeichnungen von George Cruikshank, 2013/2014, Null Papier Verlag, Düsseldorf/Neuss, ISBN 978-3-943466-28-7 (Kindle), ISBN 978-3-943466-70-6 (Epub), ISBN 978-3-943466-77-5 (PDF)

## Bearbeitungen

### Film
Das Werk wurde bereits 1909 von James Stuart Blackton erstmals verfilmt. 1922 entstand eine Version mit Lon Chaney und Jackie Coogan in der Titelrolle. Der 1948 entstandene Film mit Alec Guinness in der Rolle des Fagin gilt als ausgezeichnet. Die Musical-Adaption „Oliver!“ gewann 1968 den Oscar als bester Film. Disney hat das Werk 1988 als Zeichentrickfilm unter dem Titel Oliver & Co. herausgebracht. Hier werden die Hauptrollen von Tieren dargestellt. 1991 wurde in England eine weitere Zeichentrickfilm-Version geschaffen. Daneben gibt es noch eine Zeichentrickserie, die in den 1990ern hergestellt wurde. Eine Verfilmung aus dem Jahr 2005 stammt von Regisseur Roman Polański. Für die englisch-französisch-tschechisch-italienische Produktion wurde bei Prag das London des 19. Jahrhunderts nachgebaut.
Alle Verfilmungen in chronologischer Reihenfolge:
| Filmtitel (Jahr)              | Regisseur             | Produktionsland     | Darsteller (Auswahl)                                                                              |
| ----------------------------- | --------------------- | ------------------- | ------------------------------------------------------------------------------------------------- |
| Oliver Twist (1909)           | James Stuart Blackton | USA                 | Edith Storey (Oliver), William Humphrey (Fagin)                                                   |
| L’enfance Oliver Twist (1910) | Camille de Morlhon    | Frankreich          | Jean Périer                                                                                       |
| Oliver Twist (1912)           | Thomas Bentley        | Großbritannien      | Ivy Millais (Oliver), John McMahon (Fagin)                                                        |
| Oliver Twist (1912)           |                       | USA                 | Vinnie Burns (Oliver), Nat C. Goodwin (Fagin)                                                     |
| Oliver Twist (1916)           | James Young           | USA                 | Marie Doro (Oliver), Tully Marshall (Fagin)                                                       |
| Twist Olivér (1919)           | Márton Garas          | Ungarn              | Tibi Lubinsky (Oliver), Jenö Törzs                                                                |
| Oliver Twist (1920)           | Lupu Pick             | Deutschland         |                                                                                                   |
| Oliver Twist (1922)           | Frank Lloyd           | USA                 | Jackie Coogan (Oliver), Lon Chaney (Fagin)                                                        |
| Oliver Twist (1933)           | William J. Cowen      | USA                 | Dickie Moore (Oliver), Irving Pichel (Fagin)                                                      |
| Oliver Twist (1948)           | David Lean            | Großbritannien      | John Howard Davies (Oliver), Alec Guinness (Fagin), Robert Newton (Sikes)                         |
| Oliver Twist (1955)           |                       | Brasilien           | Adriano Stuart (Oliver), Jaime Barcellos (Fagin)                                                  |
| Oliver Twist (TV-Serie, 1962) | Eric Tayler           | Großbritannien      | Bruce Prochnik (Oliver), Max Adrian (Fagin)                                                       |
| Oliver Twist (1962)           | Jean-Paul Carrère     | Frankreich/Kanada   | Gérard Riou (Oliver), Marcel Dalio (Fagin), Maurice Garrel (Monks)                                |
| Oliver (1968)                 | Carol Reed            | Großbritannien      | Mark Lester (Oliver), Ron Moody (Fagin), Oliver Reed (Sikes)                                      |
| Oliver Twist (1974)           | Hal Sutherland        | USA                 | Zeichentrickfilm                                                                                  |
| Oliver Twist (1982)           | Richard Slapczynski   | Australien          |                                                                                                   |
| Oliver Twist (1982)           | Clive Donner          | Großbritannien, USA | Richard Charles (Oliver), George C. Scott (Fagin), Tim Curry (Sikes)                              |
| Oliver Twist (TV-Serie, 1985) | Gareth Davies         | Großbritannien      | Ben Rodska (Oliver), Eric Porter (Fagin)                                                          |
| Oliver & Co. (1988)           | George Scribner       | USA                 | Dom DeLuise (Fagin), Robert Loggia (Sykes), Billy Joel (Dodger)                                   |
| Oliver Twist (1991)           | Fernandez Ruiz        | USA                 | Zeichentrickfilm                                                                                  |
| Oliver Twist (1996–97)        | Bruno Bianchi         | USA, Frankreich     | 52-teilige Zeichentrickfilmserie                                                                  |
| Oliver Twist (1997) (TV)      | Tony Bill             | USA                 | Alex Trench (Oliver), Richard Dreyfuss (Fagin), Elijah Wood (Artful Dodger), David O’Hara         |
| Oliver Twist (1999)           | Renny Rye             | Großbritannien      | Sam Smith (Oliver), Robert Lindsay (Fagin), Keira Knightley (Rose Fleming)                        |
| Boy called Twist (2004)       | Tim Greene            | Südafrika           | Jarrid Geduld (Oliver), Lesley Fong (Fagin)                                                       |
| Oliver Twist (2005)           | Roman Polański        | Großbritannien      | Barney Clark (Oliver), Ben Kingsley (Fagin)                                                       |
| Oliver Twist (2007)           | Coky Giedroyc         | Großbritannien      | William Miller (Oliver), Timothy Spall (Fagin), Tom Hardy (Sikes), Morven Christie (Rose Fleming) |
| Twist (2021)                  | Martin Owen           | Großbritannien      | Rafferty Law (Oliver), Michael Caine (Fagin), Lena Headey (Sikes)                                 |

### Hörspiele
Der Roman wurde auch mehrfach als Hörspiel bearbeitet:
| Titel (Jahr)                  | Komponist              | Produktion       | Darsteller (Auswahl)                              |
| ----------------------------- | ---------------------- | ---------------- | ------------------------------------------------- |
| Oliver Twist (1957)           | Hans Vogt              | SDR              | Wolf Osenbrück (Oliver), Joseph Offenbach (Fagin) |
| Oliver Twist (1962)           | Dora König (Regisseur) | Rundfunk der DDR | Uwe Petersen, Robert Johannsen                    |
| Oliver Twist (1988)           |                        | NDR              | Hans Paetsch                                      |
| Oliver Twist (englisch)(1995) |                        | BBC              |                                                   |
| Oliver Twist (2005)           | Jan-Peter Pflug        | HörVerlag        | Anton Sprick (Oliver), Jörg Pleva (Fagin)         |
| Oliver Twist (2006)           | John von Düffel        | NDR              | Thorsten Hierse, Leon Burmeister                  |

### Theater
Der britische Komponist Lionel Bart setzte Dickens’ Roman in seinem Musical Oliver! um, das am 30. Juni 1960 in London uraufgeführt wurde.
Der Schauspieler und Regisseur Sebastian Brummer schrieb eine Bearbeitung des Stoffes für das Theater Sellawie im österreichischen Enns, wo die Premiere am 20. Oktober 2016 stattfand.

### Comics
- Will Eisner: Fagin the Jew. Doubleday, New York 2003, ISBN 0-385-51009-8.
- Loïc Dauvillier, Olivier Deloye: Oliver Twist de Charles Dickens. Delcourt (Collection Ex-Libris), Paris 2007, ISBN 978-2-7560-0671-0.
- Brockhaus Literaturcomics: Charles Dickens, Oliver Twist / Text: Philippe Chanoinat. Ill.: David Cerqueira. [Übers.: Uli Pröfrock], Gütersloh;  München: Brockhaus, Wissenmedia in der InmediaONE GmbH, 2012, ISBN 978-3-577-07448-3.

### Texte
- Charles Dickens: Oliver Twist im Projekt Gutenberg-DEÜbersetzung von Julius Seybt
- http://www.online-literature.com/dickens/olivertwist/
- Charles Dickens: Oliver Twist bei Zeno.org. (Deutsche Übersetzung von Gustav Meyrink, 1914).